# Finney's HIT Squad
Finney's HIT Squad, antes conocido como H.I.T. Squad, es un gimnasio de artes marciales mixtas ubicado en Granite City,  Illinois. Fundado en el año 2007 por el miembro del Salón de la Fama de UFC Matt Hughes, fue comprado en 2011 por el veterano de Strikeforce Jesse Finney, después de que se retirara de competición profesional. Hughes había abandonado su anterior equipo, Miletich Fighting Systems, junto al entonces campeón de EliteXC Robbie Lawler, Marc Fiore y 
Matt Pena para iniciar su nuevo gimnasio.

## Historia
Nombrado H.I.T Squad desde su concepción, cambió de nombre cuando fue adquirido en 2011. Al inaugurarse, contaba con un área de 13 500 pies cuadrados, e inicialmente incluyó otros tres peleadores: Robbie Lawler, Jacob Hey, Corey Hill.
El centro de entrenamiento, de acceso libre durante el 2008, fue administrado originalmente por Hughes, Fiore, Lawler y Pena. Su deseo de iniciar un centro de entrenamiento de clase mundial fue el factor más importante para llevar a cabo la empresa, a la vez que Hughes anhelaba estar más cerca de su familia en Hillsboro, Illinois. Sin embargo, rumores del quiebre de su  relación con Pat Miletich como factor trascendental en la decisión fueron falsos.

## Adquisición
Los representantes del gimnasio anunciaron el 23 de marzo de 2011 que el lugar había cambiado de propietario. Jesse Finney, un peleador de San Luis que se había retirado recientemente, se convirtió en el nuevo dueñoo, y el nombre del gym cambió a Finney's HIT Squad. Tras el cierre de la transacción, Finney reveló que el equipo permanecería intacto. La nueva gestión inició sus labores mediante la implementación del Shamrock Fighter Development System, método por el cual los peleadores comienzan su desarrollo de acuerdo a sus habilidades y rendimiento.

## Premios
- The Riverfront Times
  - Mejor Gimnasio de AMM en San Luis (2011)[6]